# دم‌خاری خالدار
دم‌خاری خالدار (نام علمی: Cranioleuca gutturata) گونه‌ای از پرندگان از خانواده مرغان تنورساز است. در بولیوی، برزیل، کلمبیا، اکوادور، گویان فرانسه، پرو، سورینام و ونزوئلا یافت می‌شود. زیستگاه طبیعی آن دشت مرطوب جنگل نیمه‌گرمسیری و گرمسیری یا مرداب نیمه گرمسیری و گرمسیری است.